# リンチャ島
リンチャ島（RincaまたはRincah）は、インドネシアの小スンダ列島にある島である。コモド島の近くにあり、東にはフローレス島がある。行政的には東ヌサ・トゥンガラ州に属する。コモドオオトカゲで生息することで有名で、他に野生の豚や牛、鳥類などが生息する。フローレス島のラブハンバジョより小船で到着することができ、日帰りもできる。

## 関連項目

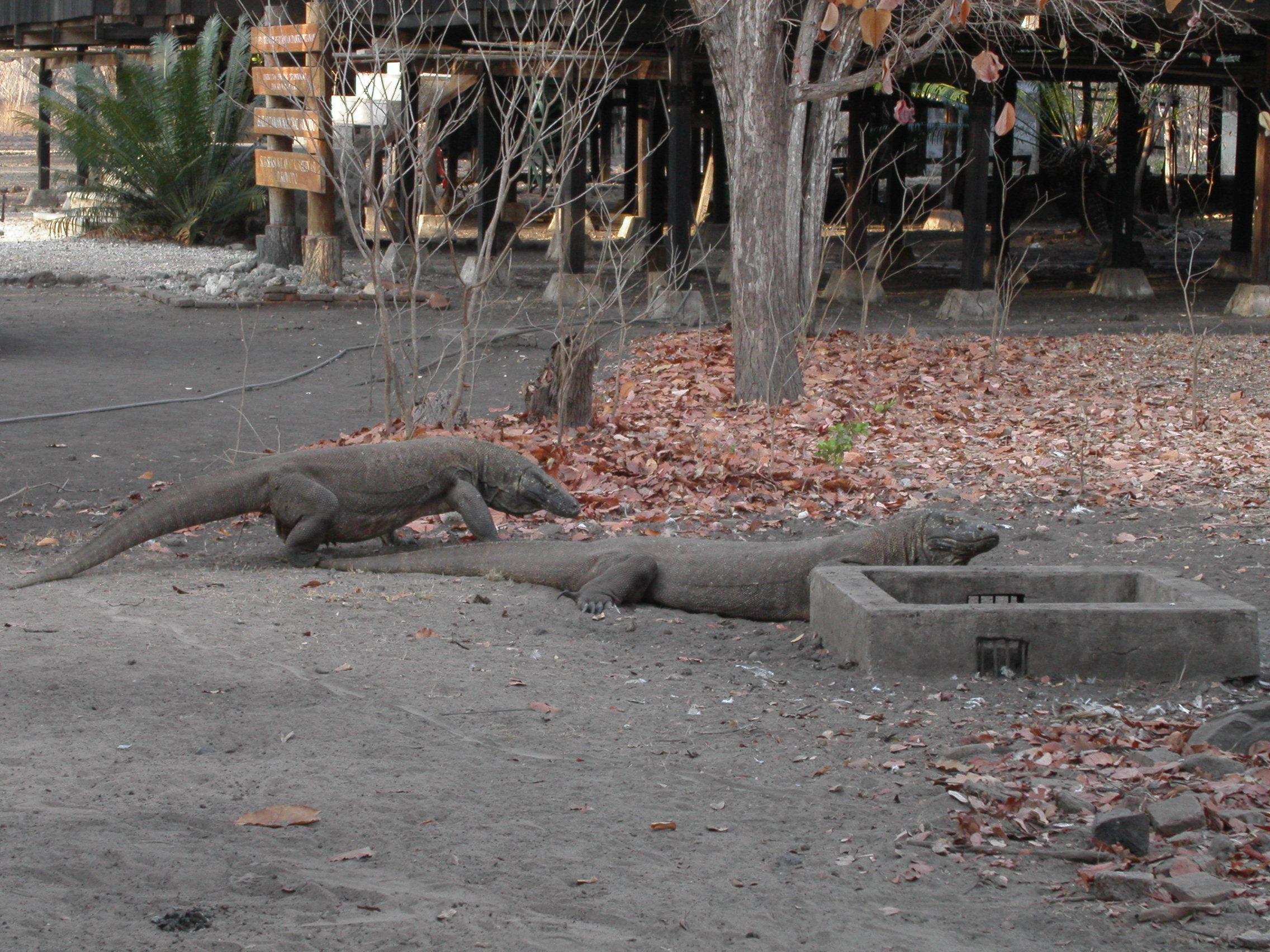
コモドオオトカゲ